# Mont Griggs
El Mont Griggs (en anglès mount Griggs), antigament conegut com a Knife Peak Volcano, és un estratovolcà que es troba uns 10 quilòmetres per darrere d'un arc volcànic definit per altres volcans del grup del mont Katmai. Tot i que no se li coneixen erupcions en temps històrics s'han registrat al mont Griggs fumaroles molt actives i persistents al cràter sumital i per les parts altes del vessant sud-oes. Les fumaroles del vessant sud-oest són les més calentes, i algunes d'elles són tan sorolloses que es poden escoltar des del fons de la vall. Els vessants del mont Griggs es troben fortament coberts per les restes de l'erupció del Novarupta del 1912.
La muntanya va ser batejada en honor del Dr. Robert Fiske Griggs (1881–1962), botànic, les exploracions del qual a la zona, després de l'erupció del mont Katmai el 1912, van dur a la creació del Monument Nacional de Katmai pel president Woodrow Wilson el 1918.

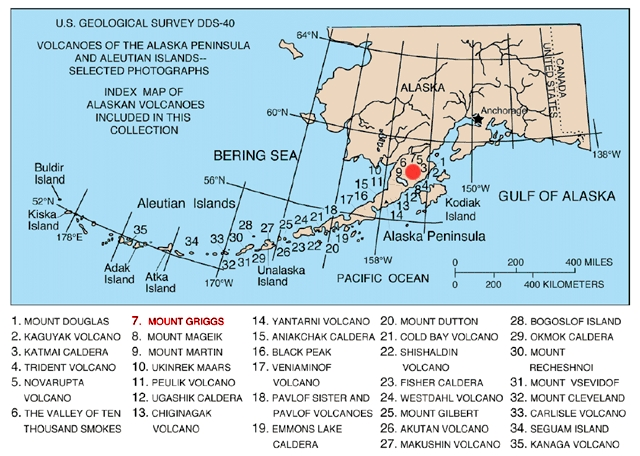
Mapa mostrant els volcans d'Alaska. En vermell on es troba el mont Griggs